# Второе правительство Властимила Тусара
Второе правительство Властимила Тусара — третье чехословацкое правительство после провозглашения государства. Действовало после первых выборов в Национальное собрание с 25 мая 1920 года по 15 сентября 1920 года. Как и первое, было правительством левых — так называемой Красно-зелёной коалиции, в которой были представлены «красные» партии (социал-демократы (в состав которых входили и коммунисты) и социалистическая) и «зелёная» партия аграриев. Премьер-министром стал социал-демократ Властимил Тусар.
Прекратило свою деятельность из-за кризиса в социал-демократической партии, приведшего в итоге к созданию Коммунистической партии Чехословакии. По решению Национального Собрания, его преемником стало парламентское правительство Яна Чернего.

## Состав правительства
| Партия                                    | Партия                                              | Портфель                   | Министр         | Принятие поста   | Оставление поста |
| ----------------------------------------- | --------------------------------------------------- | -------------------------- | --------------- | ---------------- | ---------------- |
|                                           | Чехословацкая социал-демократическая рабочая партия | Председатель правительства | Властимил Тусар | 25 мая 1920      | 15 сентября 1920 |
| Министр национальной обороны              | Чехословацкая социал-демократическая рабочая партия | Властимил Тусар (и. о.)    | 25 мая 1920     | 16 июля 1920     |                  |
| Министр национальной обороны              | Чехословацкая социал-демократическая рабочая партия | Иван Маркович              | 16 июля 1920    | 15 сентября 1920 |                  |
| Министр школьного и народного образования | Чехословацкая социал-демократическая рабочая партия | Густав Габрман             | 25 мая 1920     | 15 сентября 1920 |                  |
| Министр социального обеспечения           | Чехословацкая социал-демократическая рабочая партия | Лев Винтер                 | 25 мая 1920     | 15 сентября 1920 |                  |
| Министр юстиции                           | Чехословацкая социал-демократическая рабочая партия | Альфред Мейсснер           | 25 мая 1920     | 15 сентября 1920 |                  |
| Министр народных поставок                 | Чехословацкая социал-демократическая рабочая партия | Вацлав Йоганис             | 25 мая 1920     | 15 сентября 1920 |                  |
| Министр по делам Словакии                 | Чехословацкая социал-демократическая рабочая партия | Иван Дерер                 | 25 мая 1920     | 15 сентября 1920 |                  |
|                                           | Республиканская партия чехословацкого села          | Министр внутренних дел     | Антонин Швегла  | 25 мая 1920      | 15 сентября 1920 |
| Министр промышленности и торговли         | Республиканская партия чехословацкого села          | Кунеш Соннтаг              | 25 мая 1920     | 15 сентября 1920 |                  |
| Министр почты и телеграфа                 | Республиканская партия чехословацкого села          | Франтишек Станек           | 25 мая 1920     | 15 сентября 1920 |                  |
| Министр сельского хозяйства               | Республиканская партия чехословацкого села          | Карел Прашек               | 25 мая 1920     | 24 июня 1920     |                  |
| Министр сельского хозяйства               | Республиканская партия чехословацкого села          | Кунеш Соннтаг (и. о.)      | 24 июня 1920    | 15 сентября 1920 |                  |
|                                           | Чехословацкая социалистическая партия               | Министр путей сообщения    | Йиржи Стржибный | 25 мая 1920      | 15 сентября 1920 |
| Министр общественных работ                | Чехословацкая социалистическая партия               | Богуслав Врбенский         | 25 мая 1920     | 15 сентября 1920 |                  |
|                                           | Беспартийные министры                               | Министр иностранных дел    | Эдвард Бенеш    | 25 мая 1920      | 15 сентября 1920 |
| Министр финансов                          | Беспартийные министры                               | Карел Энглиш               | 25 мая 1920     | 15 сентября 1920 |                  |
| Министр унификации                        | Беспартийные министры                               | Вавро Шробар               | 25 мая 1920     | 15 сентября 1920 |                  |
| Министр здравоохранения                   | Беспартийные министры                               | Вавро Шробар               | 25 мая 1920     | 15 сентября 1920 |                  |
| Министр внешней торговли                  | Беспартийные министры                               | Рудольф Готовец            | 25 мая 1920     | 15 сентября 1920 |                  |